# Circonscription de Benslimane
La circonscription de Benslimane est la circonscription législative marocaine de la province de Benslimane située en région Casablanca-Settat. Elle est représentée dans la Xe législature par Mohammed Benjalloul, Said Zaidi et Hassan Oukacha.

## Historique des députations
| Législature | Début de mandat  | Fin de mandat    | Députés élus | Députés élus          | Députés élus | Députés élus      | Députés élus | Députés élus              |
| ----------- | ---------------- | ---------------- | ------------ | --------------------- | ------------ | ----------------- | ------------ | ------------------------- |
| IXe         | 26 novembre 2011 | 7 octobre 2016   |              | Chafik Rachadi (RNI)  |              | Karim Ziady (PPS) |              | Bouchaib Nabih (USFP)     |
| Xe          | 8 octobre 2016   | 8 septembre 2021 |              | Hassan Oukacha (RNI)  |              | Said Zaidi (PPS)  |              | Mohammed Benjalloul (PJD) |
| XIe         | 9 septembre 2021 | ?                |              | Yassine Oukacha (RNI) |              | Said Zaidi (PPS)  |              | Mohamed Karimine (PI)     |

## Historique des élections

### Découpage électoral d'octobre 2011

#### Élections de 2016
| Parti       | Parti                                                       | Voix    | %      | Député(s) élus      |  |
| ----------- | ----------------------------------------------------------- | ------- | ------ | ------------------- |  |
|             | Parti de l'Istiqlal (PI)                                    | 10 925  | 18,98  | Mohamed Krimen      |  |
|             | Rassemblement national des indépendants (RNI)               | 10 792  | 18,75  | Hassan Oukacha      |  |
|             | Parti de la justice et du développement (PJD)               | 8 164   | 14,19  | Mohammed Benjalloul |  |
|             | Parti authenticité et modernité (PAM)                       | 6 953   | 12,08  |                     |  |
|             | Sans étiquette                                              | 6 668   | 11,59  |                     |  |
|             | Parti du progrès et du socialisme (PPS)                     | 4 846   | 8,42   |                     |  |
|             | Mouvement populaire (MP)                                    | 4 332   | 7,53   |                     |  |
|             | Union socialiste des forces populaires (USFP)               | 2 053   | 3,57   |                     |  |
|             | Fédération de la gauche démocratique (FGD)                  | 858     | 1,49   |                     |  |
|             | Parti des Néo-Démocrates (PND)                              | 644     | 1,12   |                     |  |
|             | Parti de l'environnement et du développement durable (PEDD) | 625     | 1,09   |                     |  |
|             | Union marocaine pour la démocratie (UMD)                    | 457     | 0,79   |                     |  |
|             | Union constitutionnelle (UC)                                | 142     | 0,25   |                     |  |
|             | Parti démocrate national (PDN)                              | 50      | 0,09   |                     |  |
|             | Parti de la réforme et du développement (PRD)               | 37      | 0,06   |                     |  |
|             |                                                             |         |        |                     |  |
| Inscrits    | Inscrits                                                    | 110 220 | 100,00 |                     |  |
| Abstentions | Abstentions                                                 | 52 674  | 47,79  |                     |  |
| Exprimés    | Exprimés                                                    | 57 546  | 52,21  |                     |  |

#### Élections de 2021
| Parti       | Parti                                               | Voix    | %      | Député(s) élus   |  |
| ----------- | --------------------------------------------------- | ------- | ------ | ---------------- |  |
|             | Parti de l'Istiqlal (PI)                            | 18 849  | 24,21  | Mohamed Karimine |  |
|             | Rassemblement national des indépendants (RNI)       | 16 743  | 21,50  | Yassine Oukacha  |  |
|             | Parti du progrès et du socialisme (PPS)             | 14 582  | 18,73  | Said Zaidi       |  |
|             | Union socialiste des forces populaires (USFP)       | 11 065  | 14,21  |                  |  |
|             | Parti authenticité et modernité (PAM)               | 6 657   | 8,55   |                  |  |
|             | Parti de la justice et du développement (PJD)       | 4 550   | 5,84   |                  |  |
|             | Parti des Néo-Démocrates (PND)                      | 822     | 1,06   |                  |  |
|             | Parti socialiste unifié (PSU)                       | 763     | 0,98   |                  |  |
|             | Parti travailliste (PT)                             | 711     | 0,91   |                  |  |
|             | Parti de la liberté et de la justice sociale (PLJS) | 639     | 0,82   |                  |  |
|             | Alliance de la fédération de gauche (AFG)           | 541     | 0,69   |                  |  |
|             | Parti de l'Espoir (PE)                              | 526     | 0,68   |                  |  |
|             | Parti de la société démocratique (PSD)              | 363     | 0,47   |                  |  |
|             | Front des forces démocratiques (FFD)                | 352     | 0,45   |                  |  |
|             | Parti marocain libéral (PML)                        | 313     | 0,40   |                  |  |
|             | Parti vert marocain (PVM)                           | 276     | 0,35   |                  |  |
|             | Parti du centre social (PCS)                        | 107     | 0,14   |                  |  |
|             |                                                     |         |        |                  |  |
| Inscrits    | Inscrits                                            | 113 862 | 100,00 |                  |  |
| Abstentions | Abstentions                                         | 36 003  | 31,62  |                  |  |
| Exprimés    | Exprimés                                            | 77 859  | 68,38  |                  |  |